# Martinskirche (Greding)

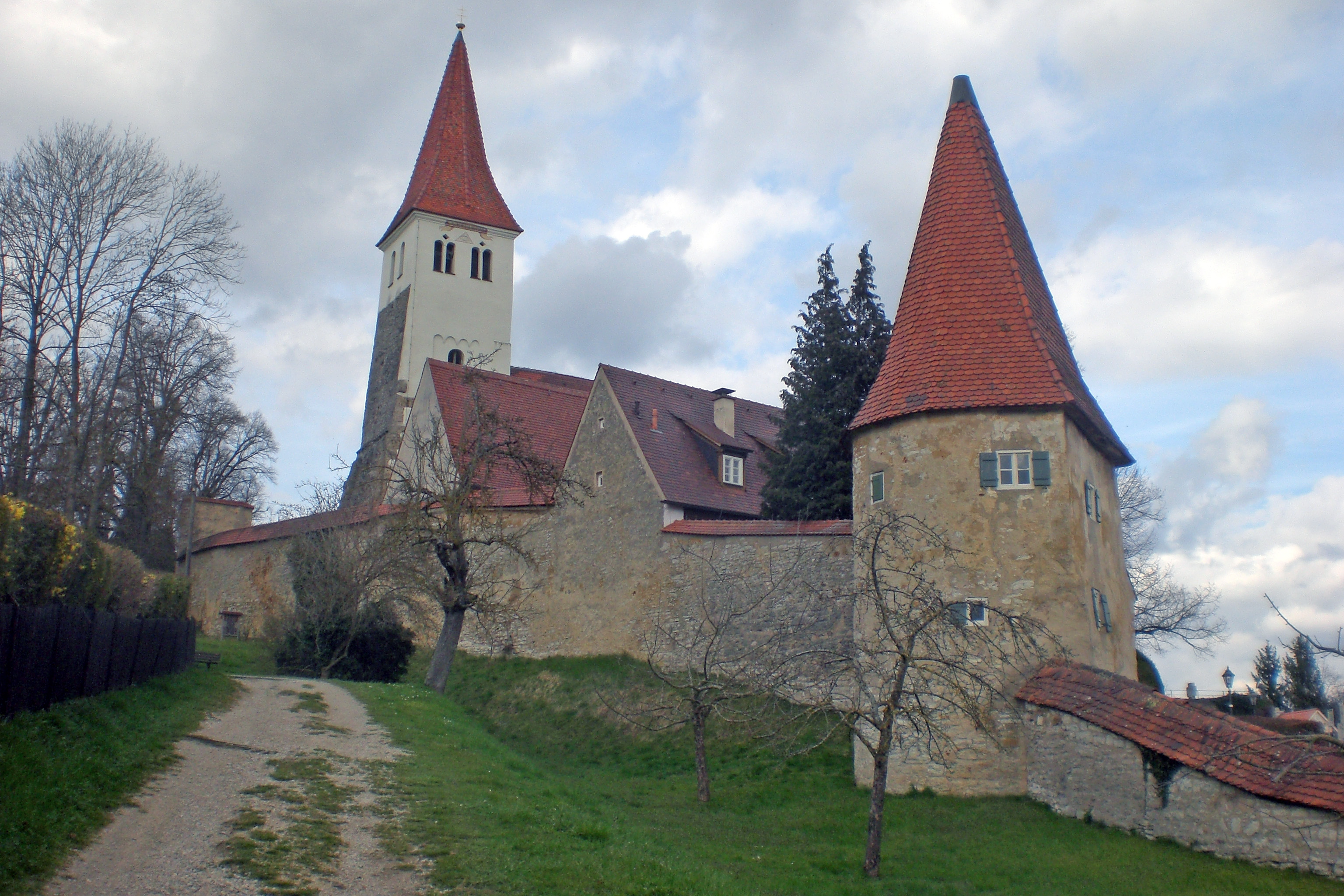
Martinskirche (2024)

Die Martinskirche ist eine Gottesackerkirche und ehemalige Pfarrkirche in Greding. Sie ist das älteste und bedeutendste Bauwerk der Stadt. Das denkmalgeschützte und mit dem Kennzeichen der Haager Konvention zum Schutz von Kulturgut bei bewaffneten Konflikten versehene Gotteshaus ist der größte romanische Bau im ehemaligen Hochstift Eichstätt. Heute gehört er zum Dekanat Roth-Schwabach im Bistum Eichstätt. Er steht im Nordwesten auf einer Anhöhe am Fuße des Kalvarienbergs, umgeben von einem Gottesacker. Dieser war bis in die 1950er Jahre der einzige Friedhof der Stadt. Dann wurde etwas nördlich der Friedhof II und dann der Friedhof III gebaut. Der Friedhof ist von einer Mauer umgeben, die teilweise auch Teil der Stadtmauer ist. Sie dürfte aufgrund der Lage und der engen Verbindung zur Stadtmauer Kern oder Ausgangspunkt der spätmittelalterlichen Stadtbefestigung gewesen sein. Das Patrozinium, der heilige Martin, deutet auf eine fränkische Gründung hin, während die benachbarte Michaelskapelle ein bayerisches Patrozinium ist.

## Geschichte

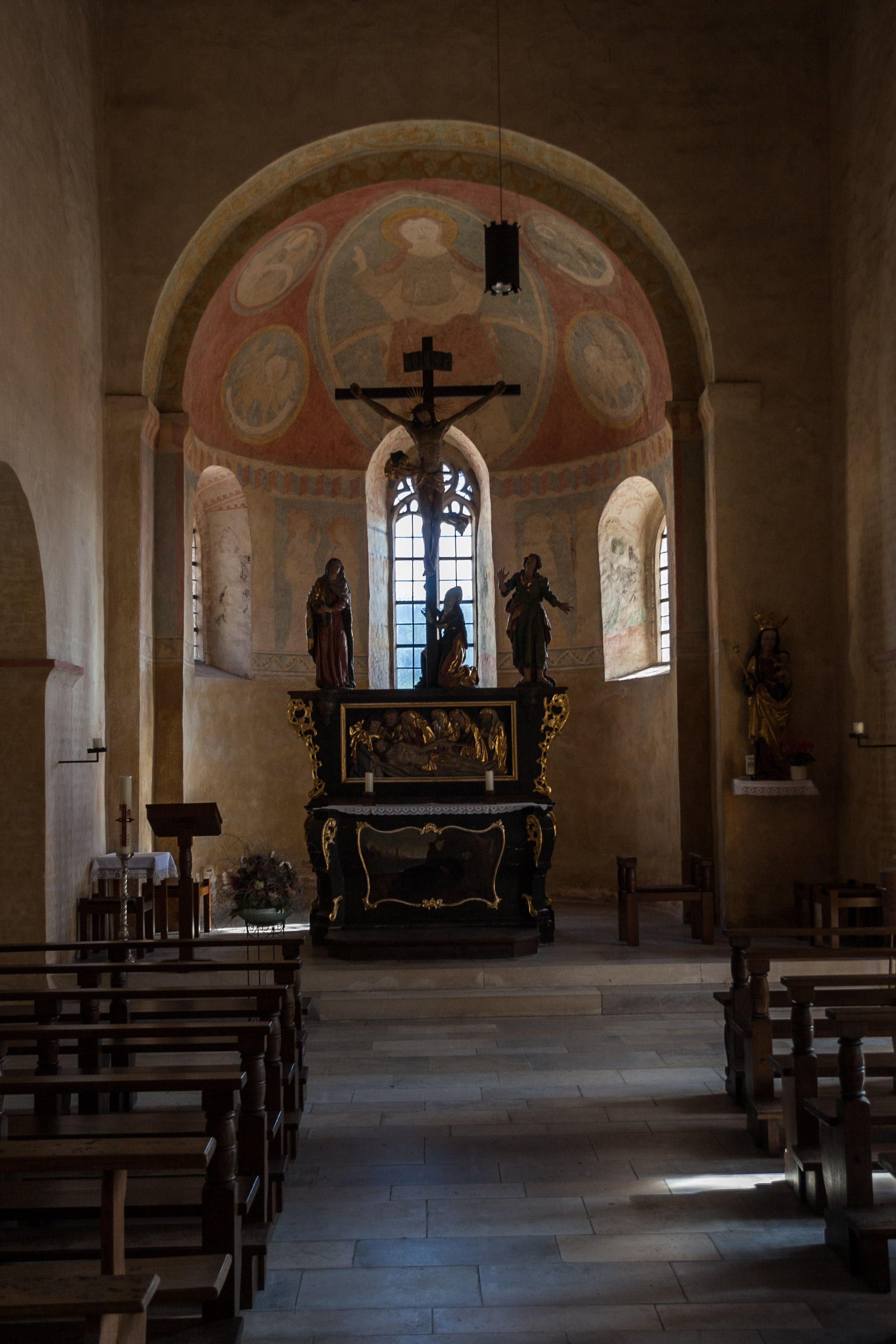
Innenraum, Blick gegen den Chor

Aus dem 11. Jahrhundert stammen die untersten fünf Geschosse des Turmes. In der Frühgotik wurde der Turm um ein Stockwerk erhöht. Die Ähnlichkeit des Turms mit dem des Doms zu Eichstätt ist augenfällig. Zum Turm gehörte eine kleinere, einschiffige Kirche. Die anderen Gebäudeteile der romanischen Basilika wurden Mitte des 12. Jahrhunderts erbaut. Die Kirchweihe erfolgte 1185 durch Bischof Otto (1182–1196). 1406 fertigte man in Rom einen von acht Kardinälen unterzeichneten Ablassbrief aus.
1588 wurden die Seitenwände bemalt. Zuvor wurden der Turm um ein Stockwerk und die Seitenschiffe erhöht und große Fenster im südlichen Seitenschiff eingebaut. In den Heiligenrechnungen des Amtes Greding finden sich regelmäßig Ausgaben für die weitere Ausgestaltung der Kirche im frühen 18. Jahrhundert: 1703 wurden der Kreuzaltar abgebrochen und acht Stühle für die Ratsverwandten und die Geistlichen gefertigt. Philipp Detter malte ein Skabell am Hochaltar, am Kreuzaltar ein Gewölk und ein doppeltes Antependium. Schreiner Wolf Eckerle machte 1712 ein Schild für das Kruzifix und vier Zieraten. 1715 reparierte Cocordius Hartmann aus Eichstätt die Uhr und Andreas Stadlmeyer aus Greding schnitzte zwei Altarleuchter, welche von Philipp Detter in Silber und Gold gefasst wurden. 1717 fertigte Seidl einen Beichtstuhl.
Bis in das 18. Jahrhundert dürfte St. Martin Pfarrkirche der Urpfarrei Greding gewesen sein. Danach wurde sie in mehreren Stufen von der ehemaligen Filialkirche St. Jakobus abgelöst.
In der Säkularisation wurde die Kirche an einen Bauern verkauft, der sie als Stall und Scheune nutzte. Die Wand wurde mit Kalk getüncht und die Kanzel entfernt. 1826 war sie wieder in kirchlichem Besitz, da hier wieder eine Renovierung stattfand. Zwischen 1903 und 1914 legten die Maler Albrecht und Friedrich Pfleiderer die Gemälde unter der Kalkschicht wieder frei.

## Beschreibung
St. Martin ist als dreischiffige romanische Hallenkirche mit drei Apsiden am im Osten gelegenen Chor angelegt, eine für die Region typische Bauform. Sie hat keine Sakristei. Hierfür wird das Erdgeschoss des Turmes im Westen verwendet. Das Langhaus hat vier Arkaden. Früher hatte die Kirche eine Westempore, welche durch ein Fenster erhellt wurde.

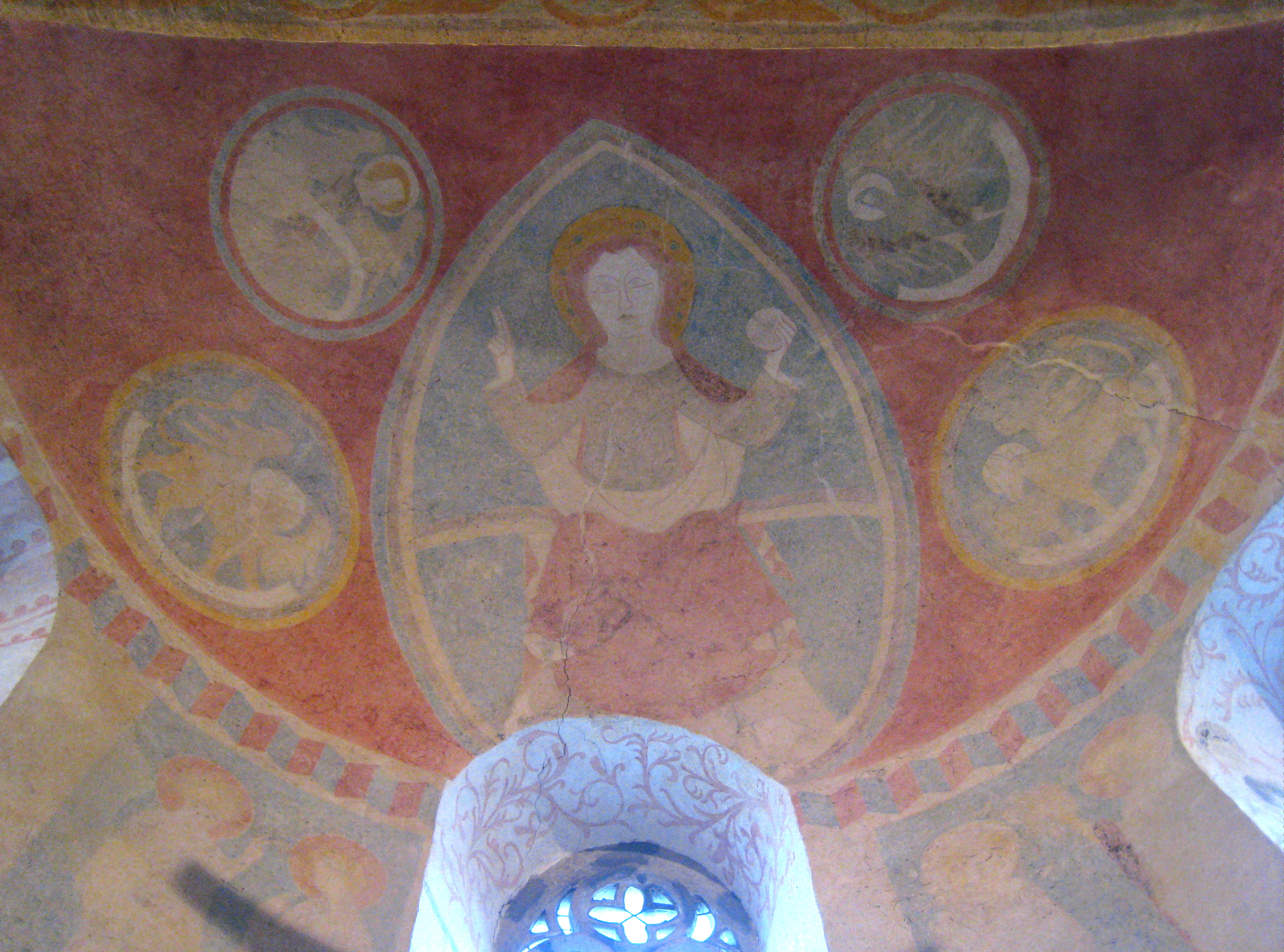
Hauptapsis

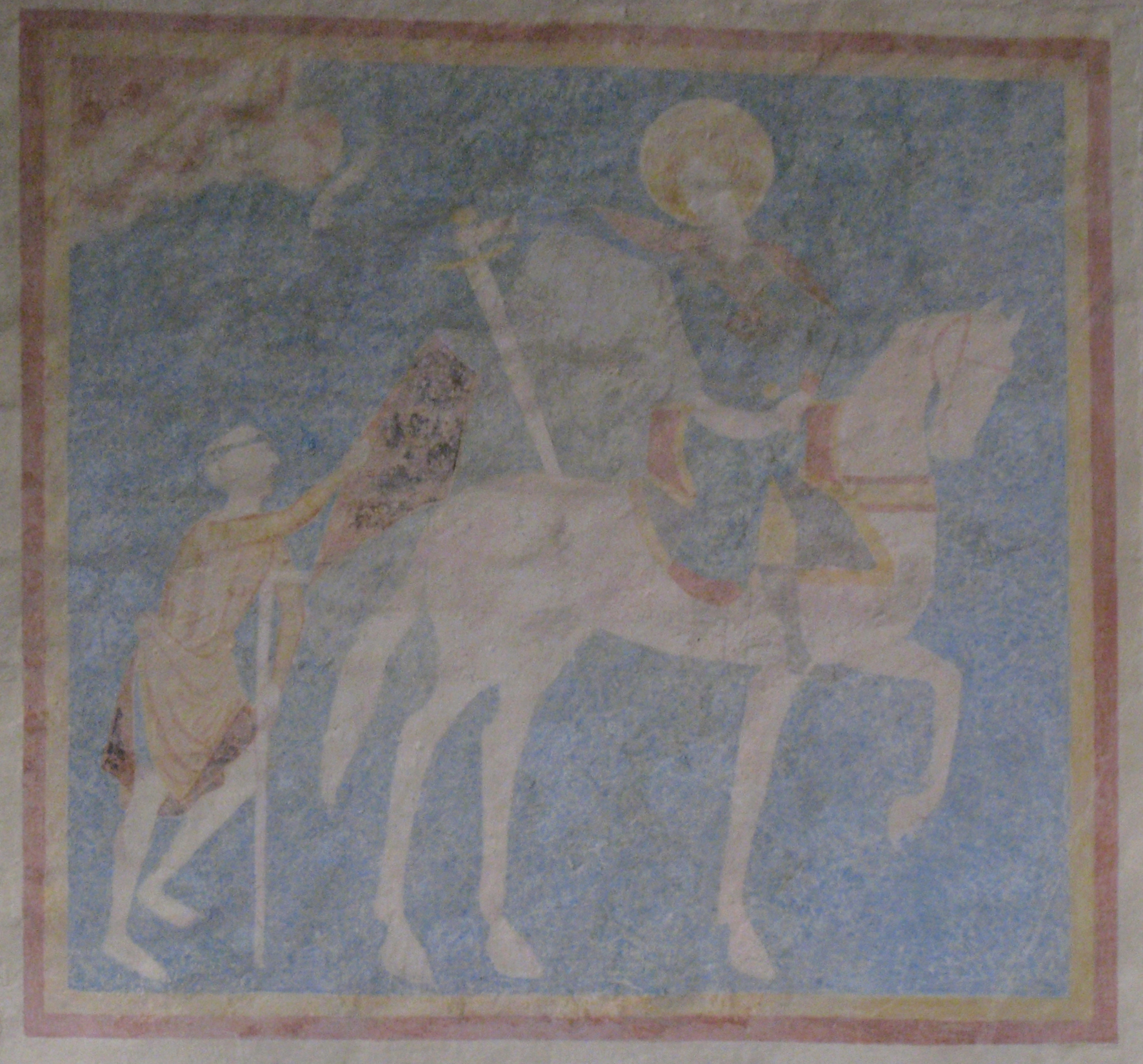
Sankt Martin teilt den Mantel. Aus dem 15. Jahrhundert

Des Weiteren sind einige Gemälde, Fresken und Wandbemalungen sehenswert. Die Bemalung in der Apsis stammt aus dem 12. Jahrhundert und zeigt Christus auf einem Regenbogen thronend in einer Mandorla als Weltenherrscher mit Reichsapfel in der linken Hand und mit der Rechten segnend. In den vier Kreisen links und rechts sind Adler, Mensch, Löwe und Stier als Zeichen für die vier Evangelisten dargestellt.
Der spätgotische Hochaltar stammt aus dem Jahr 1480. Er zeigt den Gekreuzigten, an dessen Kreuz Maria Magdalena kniet und darunter die Grablegung (Beweinungrelief) mit Maria Magdalena, Joseph von Arimathäa, Nikodemus, einer weiteren Frau, Maria, die Mutter Jesu, und Johannes. Die beiden Letzteren wurden als Rokokoskulpturen (um 1780) neben das Kreuz gestellt. Rechts neben dem Hauptaltar steht eine spätgotische Marienfigur mit Jesuskind aus dem Jahr 1510. Diese stand zuvor in St. Jakobus.
An der Südseite sind Gemälde der Heimsuchung Mariens, von Christophorus (1370), Dorothea und dem heiligen Martin. Auf der Nordseite ist die Verkündigung dargestellt.
Direkt neben der Kirche befindet sich das Beinhaus. Ein sicherlich unerwarteter Anblick und Zeugnis aus Zeiten von NOT und Elend (Pest etc.), wo Greding nicht in der Lage war, die Unmengen an Toten auf dem Friedhof zu begraben.

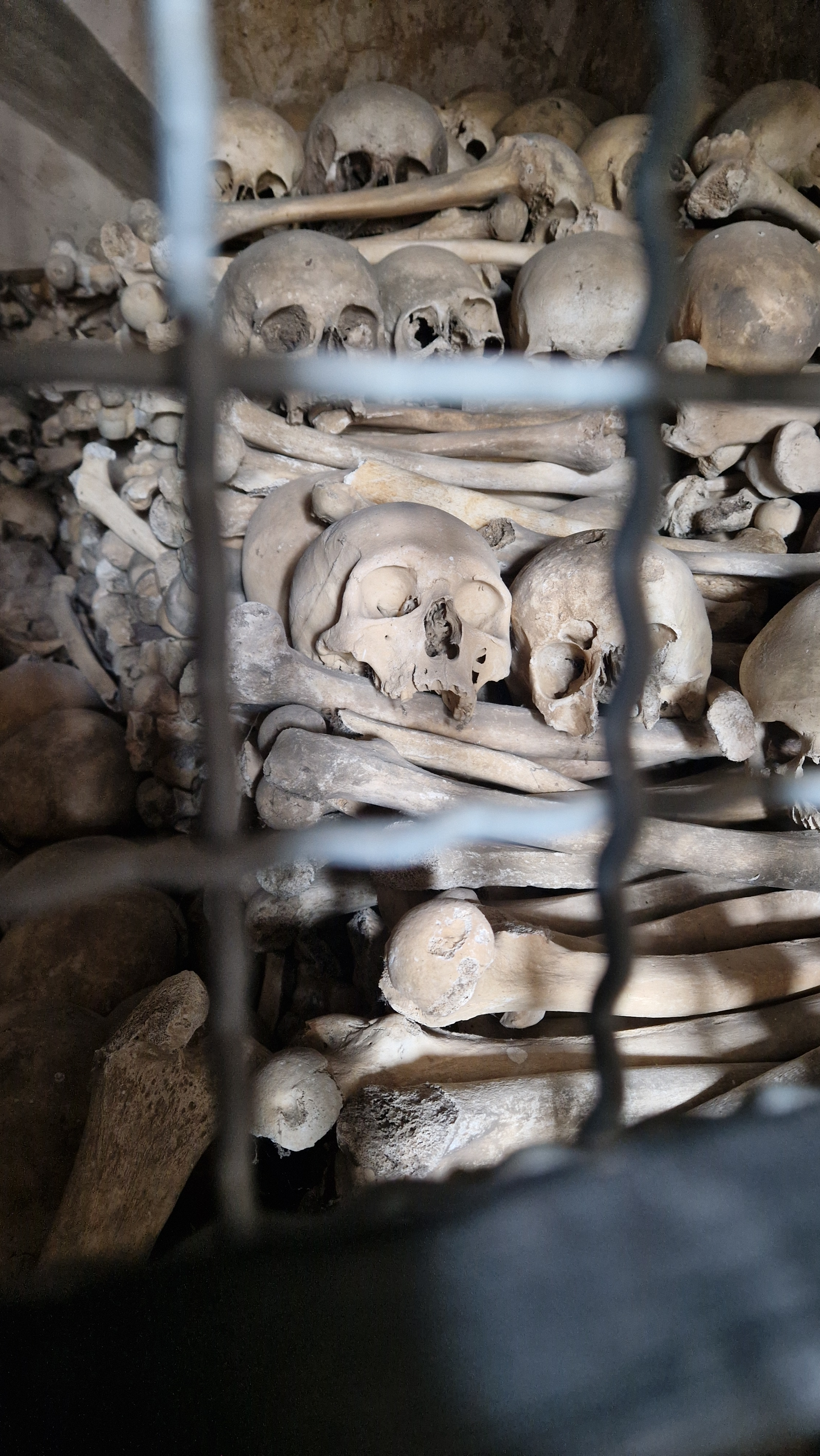
Beinhaus direkt neben der Martinskirche

### Glocken
Im Turm hängen fünf Glocken:
- Bruderschaftsglocke: 1696 von Johann Schelchshorn (1634–1701) in Neuburg gegossen. Sie ist mit einem Fries und Reliefs verziert und hat einen Durchmesser von 1268 mm. Sie wiegt 1200 kg und hat den Schlagton es1-2
- Marienglocke: Die Mittagsglocke hat die Umschrift AVE-MARIA-GRACIA-PLENA-DOMINUS-TECUM zwischen vier Reifen. Die Glocke hat einen Durchmesser von 930–933 mm und stammt aus der ersten Hälfte des 14. Jahrhunderts. Vieles deutet darauf hin, dass der Meister, welche die Feuerglocke der Lorenzkirche geschaffen hat, Hermann Kessler, auch diese Glocke gegossen hat. Sie wiegt 525 kg und hat den Schlagton b1-2.
- „Marienglocke“: Die Vesperglocke wurde 1722 von Matthias Stapf in Eichstätt gegossen. Sie kam nach dem Zweiten Weltkrieg zerstört nach Greding zurück. Als von zwei Glockengießern und der Firma Lachenmeyer eine Reparatur abgelehnt wurde, versuchte sich ein Gredinger Schlosser, die Glocke zu schweißen. 1948 wurde die Glocke vom Denkmalamt zum Umguss freigegeben. 1950 fand durch Karl Czudnochowsky aus Erding ein Neuguss in Bronze statt, da die Glocke zerstört war. Sie ist ebenfalls mit Fries und Reliefs verziert, hat einen Durchmesser von 720 mm und wiegt 220 kg. Der Schlagton ist c²-1. In der Flanke steht AVE MARIA und auf der Gegenseite GEGOSSEN von KARL CZUDNOCHOWSKY, ERDING.
- Glocke IV: Die „Kindsleichglocke“ hat keine Inschrift oder Schmuck. Sie stammt aus dem Mittelalter, um das Jahr 1300, hat einen Durchmesser von 475 mm, ist auf den Ton c³ +1 gestimmt und wiegt circa 70 kg. Sie wird mittlerweile nur noch im Gesamtgeläut zu Neujahr geläutet. Früher wurde sie zum Tode eines Kindes geläutet.
- „Sterbeglocke“: Christian Viktor Herold aus Nürnberg stellte die Glocke 1754 her. Sie ist mit Rankenfries verziert und hat einen Durchmesser von 372 mm. Sie hängt in der linken südlichen Schallöffnung, hat den Schlagton d³+2 und wiegt circa 40 kg. In der Flanke steht geschrieben: MARIA MAGDALENA BEYRIN, GESTIFFT Auf der Schulter steht: GOSS MICH CHRISTIAN VICTOR HEROLD NURNBERG 1754. Die Glocke wurde nach einem Model von Leonhard Löw aus dem 17. Jahrhundert gegossen.

Außer der ersten Glocke wurden alle Glocken am 12. Mai 1942 im Zinnwerk Wilhelmsburg abgeliefert. Am 8. Mai wurde das Geläut auf Schallplatte aufgenommen. Die dritte Glocke wurde beim Transport zerstört.

## Orgel

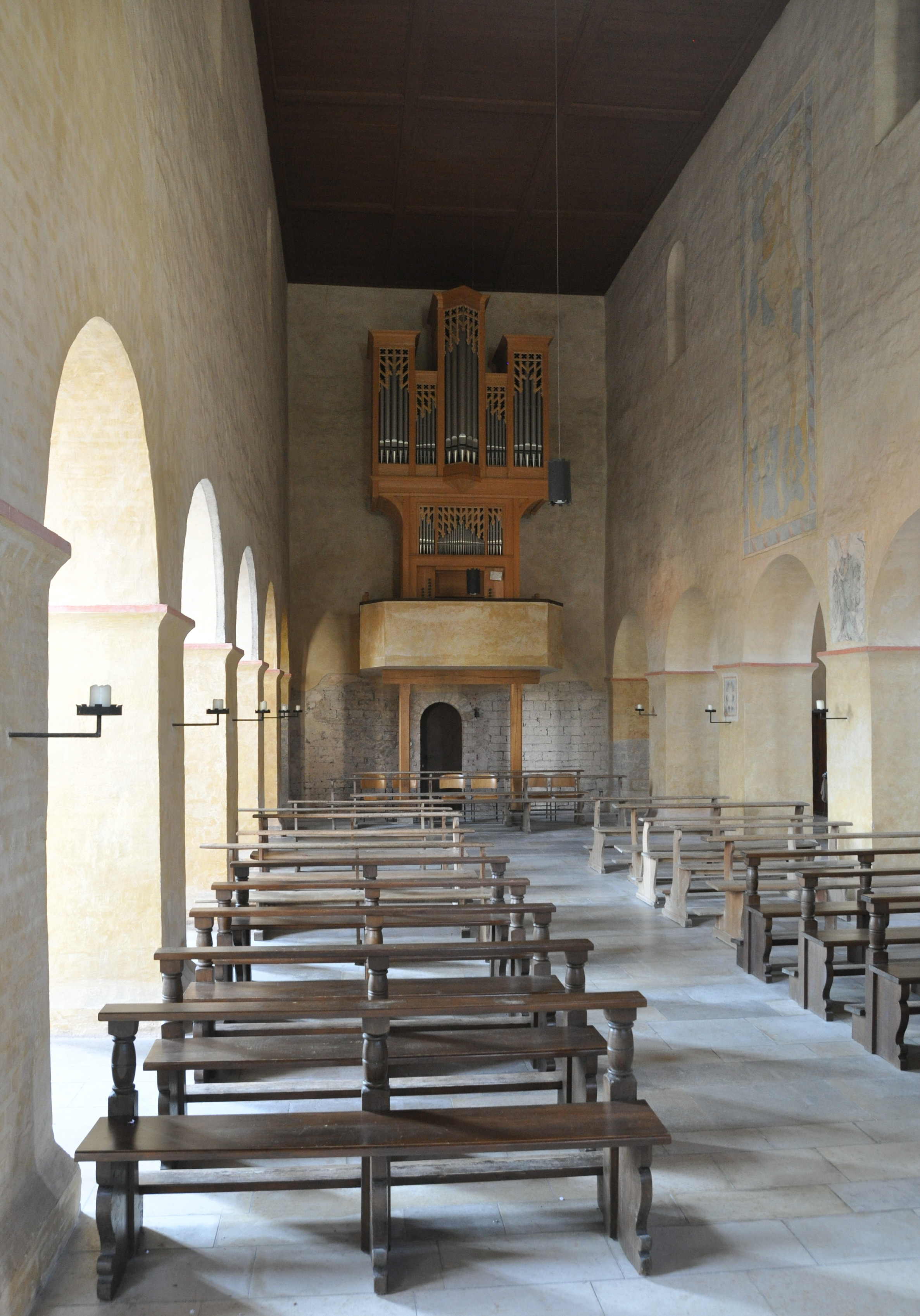
Kirchraum mit Blick zur Orgel

Die Martinskirche verfügt über eine Orgel von Orgelbau Sandtner. Ihr Bau wurde anlässlich des 900 Jahr-Jubiläums der Stadt Greding veranlasst, da die ehemalige Orgel seit 40 Jahren defekt war. Die Orgel wurde am 29. September 1991 durch den jetzigen Domkapellmeister Christian Heiß eingeweiht. Sie hat zwei Manuale, ein Pedal und 18 Register mit 1004 Pfeifen.
| I Hauptwerk C–g3 |        |
| Principal        | 8′     |
| Copel            | 8′     |
| Octave           | 4′     |
| Nazard           | 2 ⁄3′  |
| Waldflöte        | 2′     |
| Terz             | 1 3⁄5′ |
| Mixtur IV        | 2′     |
| Trompete         | 8′     |
| Tremulant        |        |

| II Brustwerk C–g3 |       |
| Rohrflöte         | 8′    |
| Hohlflöte         | 4′    |
| Principal         | 2′    |
| Quinte            | 1 ⁄3′ |
| Vox humana        | 8′    |
| Tremulant         |       |

| Pedal C–f1 |     |
| Subbaß     | 16′ |
| Octavbaß   | 8′  |
| Gedeckt    | 8′  |
| Octave     | 4′  |
| Fagott     | 16′ |

- Normalkoppeln: II/I, I/P, II/P

## Michaelskapelle und Karner
Neben der Martinskirche befindet sich die Michaelskapelle. Im Untergeschoss ist ein Ossarium, der sogenannte Karner, eingerichtet, der die Gebeine von etwa 2500 Verstorbenen enthält. Es ist einer von drei erhaltenen Karnern (Chammünster hat 5000 Gebeine) in Bayern. Der Bau stammt vermutlich aus dem 12. Jahrhundert. Als sicher kann gelten, dass er 1525 bestand, da in diesem Jahr eine Stiftung errichtet wurde. Das Beinhaus wurde im 14. Jahrhundert angelegt, als der Friedhof zu klein wurde. Diese Sitte wurde bis in das 18. Jahrhundert beibehalten. Die Kapelle war den heiligen Märyern Sebastian, Chrispin, Chrispinianus, dem heiligen Erzengel Michael und allen Heiligen geweiht. Kirchweih wurde am Sonntag nach dem Gedenktag des heiligen Simon und Judas gefeiert.